# Unalakleet River
Der Unalakleet River ist ein 165 Kilometer langer Zufluss des Beringmeers im Westen des US-Bundesstaats Alaska.

## Verlauf
Er entspringt westlich von Kaltag in den Kaltag Mountains, einem Gebirgszug der Nulato Hills, und fließt südwestwärts zur Mündung in den Norton Sound bei Unalakleet. Das Tal des Flusses, die Kaltag Portage, ist eine Passage durch das Küstengebirge, die auch 1925 für die durch eine Diphtherieepidemie veranlasste Hundeschlittenstaffel nach Nome genutzt wurde.
Der North River mündet sechs Kilometer östlich von Unalakleet von Norden in den Fluss.

## Name
Der Name „Unalakleet“ hat seinen Ursprung in der Bezeichnung der Ureinwohner Alaskas für den Fluss, die 1842/44 als „R(eka) Unalaklik“ aufgezeichnet worden war und 1852 auf einer russischen Karte „Unalaklit“ geschrieben wurde.

## Naturschutz
Die ersten 130 Kilometer des Unalakleet Rivers bis zur Einmündung des Chiroskey Rivers wurden 1980 durch den Alaska National Interest Lands Conservation Act als National Wild and Scenic River unter der Verwaltung des Bureau of Land Management ausgewiesen.

## Fischfauna
Der Unalakleet River bildet den Lebensraum mehrerer Wanderfischarten. Zu diesen zählen Dolly-Varden-Forelle, Königslachs, Silberlachs, Ketalachs und Buckellachs. Daneben gibt es noch Süßwasserfische wie Arktische Äsche und Vertreter der Gattung Coregonus ("whitefish").